# Diocesi di San Isidro de El General
La diocesi di San Isidro de El General (in latino Dioecesis Sancti Isidori) è una sede della Chiesa cattolica in Costa Rica suffraganea dell'arcidiocesi di San José de Costa Rica. Nel 2022 contava 261.760 battezzati su 373.950 abitanti. È retta dal vescovo Juan Miguel Castro Rojas.

## Territorio
La diocesi comprende la parte meridionale della provincia costaricana di Puntarenas (cantoni di Osa, Buenos Aires, Corredores, Golfito e Coto Brus) e la parte meridionale della provincia di San José (cantoni di Dota, Tarrazú e Pérez Zeledón).
Sede vescovile è la città di San Isidro de El General, dove si trova la cattedrale di Sant'Isidoro lavoratore.
Il territorio è suddiviso in 26 parrocchie, raggruppate in 5 foranie. La zona costiera è considerata zona di missione.

## Storia
La diocesi è stata eretta il 19 agosto 1954 con la bolla Neminem fugit di papa Pio XII, ricavandone il territorio dall'arcidiocesi di San José de Costa Rica e dalla diocesi di Alajuela.
Il 17 aprile 1998 ha ceduto una porzione del suo territorio a vantaggio dell'erezione della diocesi di Puntarenas.

## Cronotassi dei vescovi
Si omettono i periodi di sede vacante non superiori ai 2 anni o non storicamente accertati.
- Delfín Quesada Castro † (22 ottobre 1954 - 17 ottobre 1974 deceduto)
- Ignacio Nazareno Trejos Picado (19 dicembre 1974 - 31 luglio 2003 ritirato)
- Guillermo Loría Garita, SS.CC. (31 luglio 2003 - 24 dicembre 2013 ritirato)
- Gabriel Enrique Montero Umana, O.F.M.Conv. (24 dicembre 2013 - 13 novembre 2021 ritirato)
- Juan Miguel Castro Rojas, dal 13 novembre 2021

## Statistiche
La diocesi nel 2022 su una popolazione di 373.950 persone contava 261.760 battezzati, corrispondenti al 70,0% del totale.
| anno | popolazione | popolazione | popolazione | presbiteri | presbiteri | presbiteri | presbiteri                | diaconi | religiosi | religiosi | parrocchie |
| anno | battezzati  | totale      | %           | numero     | secolari   | regolari   | battezzati per presbitero | diaconi | uomini    | donne     | parrocchie |
| ---- | ----------- | ----------- | ----------- | ---------- | ---------- | ---------- | ------------------------- | ------- | --------- | --------- | ---------- |
| 1966 | 110.800     | 117.000     | 94,7        | 17         | 9          | 8          | 6.517                     |         |           | 24        | 11         |
| 1970 | 121.000     | 130.000     | 93,1        | 14         | 9          | 5          | 8.642                     |         | 5         | 30        | 10         |
| 1976 | 200.000     | 215.000     | 93,0        | 17         | 11         | 6          | 11.764                    |         | 6         | 38        | 10         |
| 1980 | 235.000     | 250.000     | 94,0        | 14         | 11         | 3          | 16.785                    |         | 4         | 24        | 10         |
| 1990 | 275.095     | 323.620     | 85,0        | 34         | 28         | 6          | 8.091                     |         | 19        | 27        | 23         |
| 1999 | 317.142     | 373.112     | 85,0        | 51         | 41         | 10         | 6.218                     |         | 21        | 32        | 25         |
| 2000 | 324.400     | 384.000     | 84,5        | 53         | 44         | 9          | 6.120                     |         | 22        | 30        | 25         |
| 2001 | 289.004     | 333.310     | 86,7        | 51         | 41         | 10         | 5.666                     |         | 10        | 37        | 26         |
| 2002 | 310.241     | 343.955     | 90,2        | 57         | 48         | 9          | 5.442                     |         | 31        | 45        | 26         |
| 2003 | 298.585     | 331.761     | 90,0        | 55         | 46         | 9          | 5.428                     |         | 17        | 42        | 26         |
| 2004 | 303.193     | 338.396     | 89,6        | 52         | 43         | 9          | 5.830                     |         | 19        | 51        | 26         |
| 2010 | 359.000     | 369.000     | 97,3        | 54         | 46         | 8          | 6.648                     | 1       | 19        | 46        | 26         |
| 2014 | 377.000     | 388.000     | 97,2        | 60         | 49         | 11         | 6.283                     | 1       | 17        | 47        | 26         |
| 2017 | 280.004     | 400.005     | 70,0        | 65         | 52         | 13         | 4.307                     | 1       | 19        | 35        | 26         |
| 2020 | 285.537     | 407.910     | 70,0        | 68         | 56         | 12         | 4.199                     | 1       | 17        | 16        | 26         |
| 2022 | 261.760     | 373.950     | 70,0        | 59         | 46         | 13         | 4.436                     | 7       | 16        | 32        | 26         |